# Marián Jirout
Marián Jirout (ur. 27 lipca 1976 w Pardubicach) – czeski żużlowiec.

## Życiorys
Złoty medalista młodzieżowych indywidualnych mistrzostw Czech (1994). Dwukrotny brązowy medalista indywidualnych mistrzostw Czech (2000, 2001). Dwukrotny srebrny medalista drużynowych mistrzostw Czech (2005, 2007). Złoty medalista drużynowych mistrzostw Wielkiej Brytanii (1999).
Czterokrotny finalista indywidualnych mistrzostw świata juniorów (Pardubice 1993 – XIV miejsce, Elgane 1994 – XVI miejsce), Tampere 1995 – jako rezerwowy, Mšeno 1997 – IX miejsce. Uczestnik cyklu Grand Prix IMŚ (1999 – XXIV miejsce). Finalista drużynowych mistrzostw świata (Vojens 1998 – VI miejsce). Dwukrotny finalista klubowego Pucharu Europy – w barwach klubu Zlatá Přilba Pardubice (Piła 2000 – IV miejsce, Pardubice 2002 – II miejsce). Zdobywca III miejsca w turnieju o „Zlatą Přilbę (Pardubice 2001).
Startował w ligach czeskiej, brytyjskiej – w barwach klubów z Peterborough (1995–1997, 1999, 2001), Somerset (2002, 2003), King’s Lynn (2002), Newcastle (2004) i Mildenhall (2007) oraz polskiej – w barwach klubów Unia Tarnów (1998, 2000–2001), Kolejarz Rawicz (1999) i Speedway Miszkolc (2006–2007).